# J.P. Moreland
James Porter Moreland (nascido em 9 de março de 1948), mais conhecido como J. P. Moreland, é um filósofo americano, teólogo arminiano e apologista cristão. Atualmente, é professor de filosofia na Escola de Teologia Talbot da Universidade de Biola, em La Mirada, Califórnia.

## Prêmios e honras
- Concedido bolsa para Ph.D. Em química nuclear, Universidade do Colorado (1970).
- Prêmio Rollin Thomas Chafer em Christian Apologetics, Dallas Seminary (1978-79).
- Prêmio de Excelência Acadêmica, Escola Internacional de Teologia (1982-83).
- Vencedor do Prêmio Professor Extraordinário do Ano, Lakin School of Religion, Liberty University, (1988-89).
- Eleito como membro do Comitê Executivo da Society of Christian Philosophers, (1997-99).
- Companheiro do Centro para a Renovação da Ciência e Cultura, Discovery Institute. (2000-presente) [3]
- Vencedor do Prêmio do Membro do Ano de Faculdade Robert Fischer, Universidade de Biola, (1998-99). [4]
- Membro do Conselho Consultivo da Philosophia Christi, (1999 a 2003).
- Membro do Comitê Executivo para a Sociedade Filosófica Evangélica (1999-2003, 2006 a presente).
- Companheiro do Wilberforce Forum, de 2001 a presente.